# Gat van Hengelo
Het gat van Hengelo was een krater van 4.5 meter diep en met een doorsnee van 30 meter. Het gat werd veroorzaakt door zoutwinning.

## Zoutwinning
Sinds 1919 wordt er zout gewonnen in de omgeving van Hengelo (Overijssel). 
Ondergronds zijn er 250 cavernes, holtes in de steenzoutlaag die per caverne zo groot zijn als een voetbalstadion. 62 van deze holtes zijn ontstaan voor 1980 en geven instortingsgevaar.

## Krater
Op 18 januari 1991 ontstaat er aan de Enschedese Havenweg in Hengelo (Overijssel) een gat in de weg van 4.5 meter diep en met een doorsnee van 30 meter. Een zoutcaverne in het buitengebied was ingestort. Er vielen daarbij geen slachtoffers. Wel moest een nabijgelegen boerderij gesloopt worden door de ontstane schade.

## Invloed
AkzoNobel, het bedrijf dat het zout wint, had voor 1991 niet het besef dat de zoutwinning tot kraters kon leiden. “Tot die tijd hadden we alleen glooiende kommen” aldus een woordvoerder van het bedrijf.
Het gat van Hengelo zorgde voor een omslag in de omgang met de cavernes. Een aantal cavernes werd uit de productie genomen en toekomstige cavernes worden niet meer zo groot gemaakt. Er blijft instortingsgevaar bestaan bij een aantal oude cavernes.

### Vliegas
Een oplossing voor de instortende cavernes zou kunnen zijn om de cavernes met vliegas te vullen. Dit plan stuit op veel tegenstand van omwonenden en natuurorganisaties. Een alternatief is nog niet gevonden. Reëel instortingsgevaar is te verwachten rond 2020-2025